# 抱きしめて 抱きしめて
「抱きしめて 抱きしめて」（だきしめて だきしめて）は、Berryz工房の19枚目のシングル。2009年3月11日にアップフロントワークス（PICCOLO TOWNレーベル）から発売された。

## 概要
初回生産限定盤と通常盤の2形態での発売。初回生産限定盤はCD＋DVD、通常盤はCDのみ。初回生産限定盤と通常盤の初回仕様にはイベント抽選シリアルナンバーカードが封入されている。
センターは菅谷梨沙子だが、ダンスシーンでは嗣永桃子がセンターにいる時間が長い。メインボーカルは菅谷梨沙子、夏焼雅。全員にソロパートがある。

## 収録曲
全作詞・作曲：つんく
1. 抱きしめて 抱きしめて [3:50]
編曲：江上浩太郎
2. そのすべての愛に [4:55]
編曲：上杉洋史
3. 抱きしめて 抱きしめて (Instrumental) [3:50]

### 初回生産限定盤付属DVD
1. 抱きしめて 抱きしめて (Close-up Ver.)

## 参加ミュージシャン
抱きしめて 抱きしめて
- プログラミング：江上浩太郎
- コーラス：CHINO・つんく

そのすべての愛に
- プログラミング&キーボード：上杉洋史
- コーラス：竹内浩明